# Shura (cantante)
Shura, pseudonimo di Alexandra Lilah Denton (Londra, 17 giugno 1988), è una cantante, compositrice e produttrice discografica britannica.

## Biografia
A dicembre 2014 Shura è stata inserita nell'annuale lista stilata dalla BBC Sound of.... Il suo album di debutto, intitolato Nothing's Real, è stato pubblicato nel luglio 2016 ed è entrato in diverse classifiche ufficiali, in particolare alla 13ª posizione della Official Albums Chart e alla 73ª nella Irish Albums Chart. È stato seguito tre anni dopo da Forevher, che si è fermato alla numero 61 in madrepatria.

## Discografia

### Album in studio
- 2016 – Nothing's Real
- 2019 – Forevher
- 2025 - I Got Too Sad For My Friends

### Singoli

#### Come artista principale
- 2014 – Touch
- 2014 – Indecision
- 2015 – 2Shy
- 2015 – White Light
- 2016 – What's It Gonna Be?
- 2016 – The Space Tapes
- 2016 – 311215
- 2016 – Nothing's Real
- 2019 – Love Them
- 2019 – Blynldn
- 2019 – Religion (U Can Lay Your Hands on Me)
- 2019 – The Stage
- 2020 – Elevator Girl

#### Come artista ospite
- 2015 – Love for That (Mura Masa feat. Shura)
- 2018 – Air (Tracey Thorn feat. Shura)